# Chaggita
Chaggita (XI/X w. p.n.e.) – żona Dawida, króla Izraela. Matka jego czwartego syna Adoniasza.
Źródła biblijne nie przekazały na jej temat więcej informacji.